# Basketball-Olympia-Qualifikationsturniere 2020 der Männer
Die vier Qualifikationsturniere der Männer für die Olympischen Sommerspiele 2020 fanden vom 22. Juni bis 4. Juli 2021 in Victoria, Split, Kaunas und Belgrad statt. Wegen der COVID-19-Pandemie konnten die Turniere nicht, wie ursprünglich geplant, vom 23. bis 28. Juni 2020 ausgetragen werden. An diesen Turnieren nehmen die 16 besten Nationen der Weltmeisterschaft 2019, die sich noch nicht qualifiziert haben teil. Außerdem werden die zwei in der FIBA-Weltrangliste bestplatzierten Nationen von jedem Kontinent teilnehmen. Der jeweilige Sieger qualifiziert sich für die Spiele in Tokio.

## Teilnehmer und Auslosung
Die Auslosung ergab folgende Gruppen.
| Victoria     | Split       | Kaunas    | Belgrad                 |
| ------------ | ----------- | --------- | ----------------------- |
| Griechenland | Deutschland | Litauen   | Dominikanische Republik |
| China        | Russland    | Südkorea  | Philippinen             |
| Kanada       | Mexiko      | Venezuela | Serbien                 |
| Uruguay      | Tunesien    | Polen     | Puerto Rico             |
| Tschechien   | Kroatien    | Slowenien | Italien                 |
| Türkei       | Brasilien   | Angola    | Senegal                 |

## Turnier in Victoria

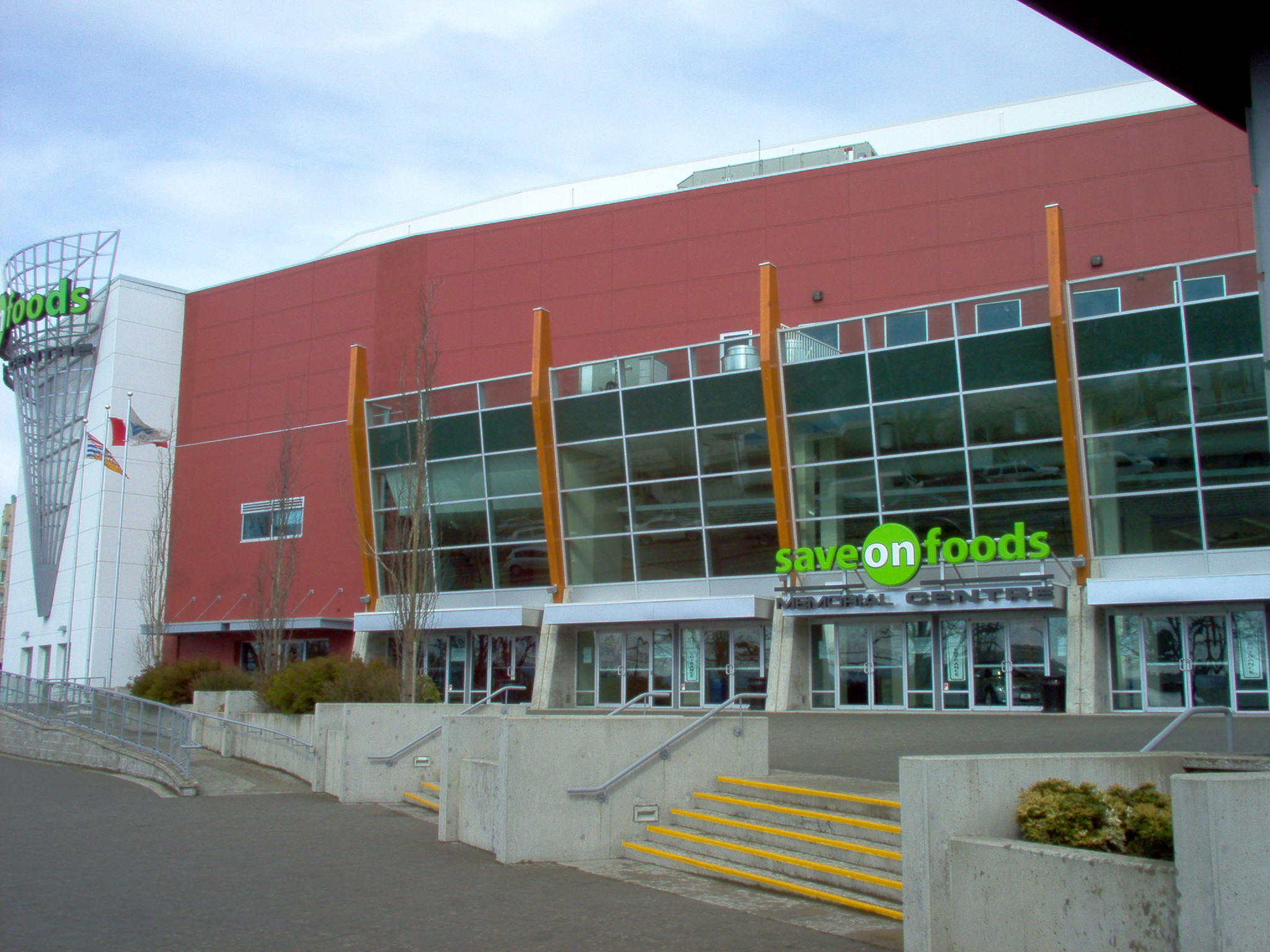
Save-On-Foods Memorial Centre

Die Spiele wurden im Save-On-Foods Memorial Centre in Victoria ausgetragen.

### Vorrunde

#### Gruppe A
| Rang | Nation       | Sp | S | N | Körbe   | Punkte |
| ---- | ------------ | -- | - | - | ------- | ------ |
| 1    | Kanada       | 2  | 2 | 0 | 206:170 | 4      |
| 2    | Griechenland | 2  | 1 | 1 | 196:177 | 3      |
| 3    | China        | 2  | 0 | 0 | 159:214 | 2      |

#### Gruppe B
| Rang | Nation     | Sp | S | N | Körbe   | Punkte |
| ---- | ---------- | -- | - | - | ------- | ------ |
| 1    | Türkei     | 2  | 2 | 0 | 182:156 | 4      |
| 2    | Tschechien | 2  | 1 | 1 | 150:166 | 3      |
| 3    | Uruguay    | 2  | 0 | 0 | 165:175 | 2      |

### Finalrunde
|  | Halbfinale   | Halbfinale   |            |              | Finale       | Finale       |
|  |              |              |            |              |              |              |
|  | 3. Juli 2021 |              |            |              |              |              |
|  | Kanada       | 101          |            |              |              |              |
|  | Tschechien   | 103          |            |              | 4. Juli 2021 | 4. Juli 2021 |
|  |              |              | Tschechien | 97           |              |              |
|  | 3. Juli 2021 | 3. Juli 2021 |            | Griechenland | 72           |              |
|  | Türkei       | 63           |            |              |              |              |
|  | Griechenland | 81           |            |              |              |              |
|  |              |              |            |              |              |              |

### Abschlussplatzierungen
| Rang | Nation       | Anmerkung                               |
| ---- | ------------ | --------------------------------------- |
| 1    | Tschechien   | Qualifiziert für die Olympischen Spiele |
| 2    | Griechenland |                                         |
| 3    | Kanada       |                                         |
| 4    | Türkei       |                                         |
| 5    | Uruguay      |                                         |
| 6    | China        |                                         |

## Turnier in Split

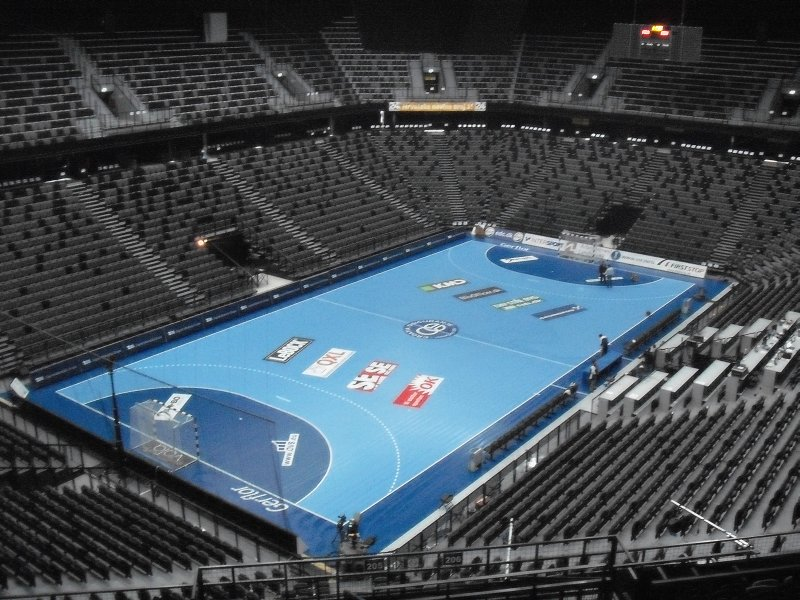
Spaladium Arena

Die Spiele wurden in der Spaladium Arena in Split ausgetragen.

### Vorrunde

#### Gruppe A
| Rang | Nation      | Sp | S | N | Körbe   | Punkte |
| ---- | ----------- | -- | - | - | ------- | ------ |
| 1    | Deutschland | 2  | 2 | 0 | 151:143 | 4      |
| 2    | Mexiko      | 2  | 1 | 1 | 148:146 | 3      |
| 3    | Russland    | 2  | 0 | 2 | 131:141 | 2      |

#### Gruppe B
| Rang | Nation    | Sp | S | N | Körbe   | Punkte |
| ---- | --------- | -- | - | - | ------- | ------ |
| 1    | Brasilien | 2  | 2 | 0 | 177:124 | 4      |
| 2    | Kroatien  | 2  | 1 | 1 | 142:164 | 3      |
| 3    | Tunesien  | 2  | 0 | 2 | 127:158 | 2      |

### Finalrunde
|  | Halbfinale   | Halbfinale   |             |           | Finale       | Finale       |
|  |              |              |             |           |              |              |
|  | 3. Juli 2021 |              |             |           |              |              |
|  | Deutschland  | 86           |             |           |              |              |
|  | Kroatien     | 76           |             |           | 4. Juli 2021 | 4. Juli 2021 |
|  |              |              | Deutschland | 75        |              |              |
|  | 3. Juli 2021 | 3. Juli 2021 |             | Brasilien | 64           |              |
|  | Brasilien    | 102          |             |           |              |              |
|  | Mexiko       | 74           |             |           |              |              |
|  |              |              |             |           |              |              |

### Abschlussplatzierungen
| Rang | Nation      | Anmerkung                               |
| ---- | ----------- | --------------------------------------- |
| 1    | Deutschland | Qualifiziert für die Olympischen Spiele |
| 2    | Brasilien   |                                         |
| 3    | Mexiko      |                                         |
| 4    | Kroatien    |                                         |
| 5    | Russland    |                                         |
| 6    | Tunesien    |                                         |

## Turnier in Kaunas

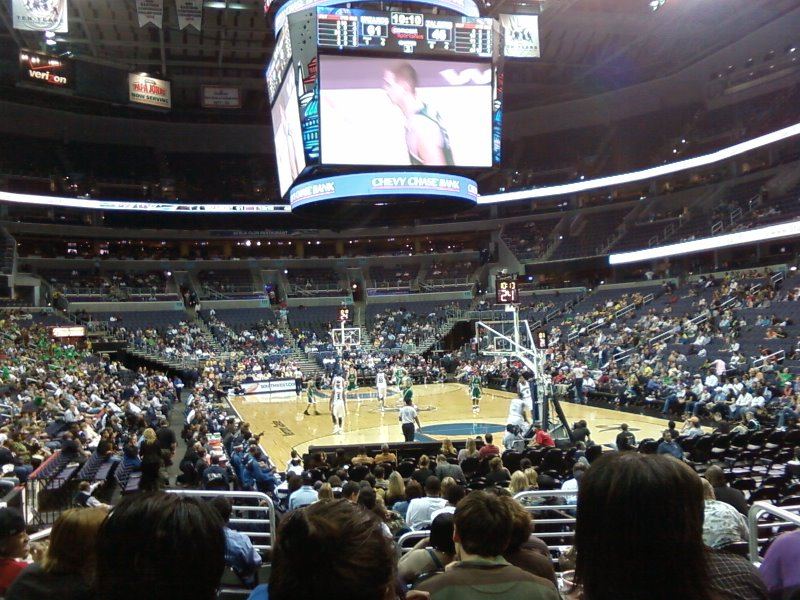
Žalgirio Arena

Die Spiele wurden in der Žalgirio Arena in Kaunas ausgetragen.

### Vorrunde

#### Gruppe A
| Rang | Nation    | Sp | S | N | Körbe   | Punkte |
| ---- | --------- | -- | - | - | ------- | ------ |
| 1    | Litauen   | 2  | 2 | 0 | 172:122 | 4      |
| 2    | Venezuela | 2  | 1 | 1 | 159:156 | 3      |
| 3    | Südkorea  | 2  | 0 | 2 | 137:190 | 2      |

#### Gruppe B
| Rang | Nation    | Sp | S | N | Körbe   | Punkte |
| ---- | --------- | -- | - | - | ------- | ------ |
| 1    | Slowenien | 2  | 2 | 0 | 230:145 | 4      |
| 2    | Polen     | 2  | 1 | 1 | 160:176 | 3      |
| 3    | Angola    | 2  | 0 | 2 | 132:201 | 2      |

### Finalrunde
|  | Halbfinale   | Halbfinale   |         |           | Finale       | Finale       |
|  |              |              |         |           |              |              |
|  | 3. Juli 2021 |              |         |           |              |              |
|  | Litauen      | 88           |         |           |              |              |
|  | Polen        | 69           |         |           | 4. Juli 2021 | 4. Juli 2021 |
|  |              |              | Litauen | 85        |              |              |
|  | 3. Juli 2021 | 3. Juli 2021 |         | Slowenien | 96           |              |
|  | Slowenien    | 98           |         |           |              |              |
|  | Venezuela    | 70           |         |           |              |              |
|  |              |              |         |           |              |              |

### Abschlussplatzierungen
| Rang | Nation    | Anmerkung                               |
| ---- | --------- | --------------------------------------- |
| 1    | Slowenien | Qualifiziert für die Olympischen Spiele |
| 2    | Litauen   |                                         |
| 3    | Venezuela |                                         |
| 4    | Polen     |                                         |
| 5    | Südkorea  |                                         |
| 6    | Angola    |                                         |

## Turnier in Belgrad

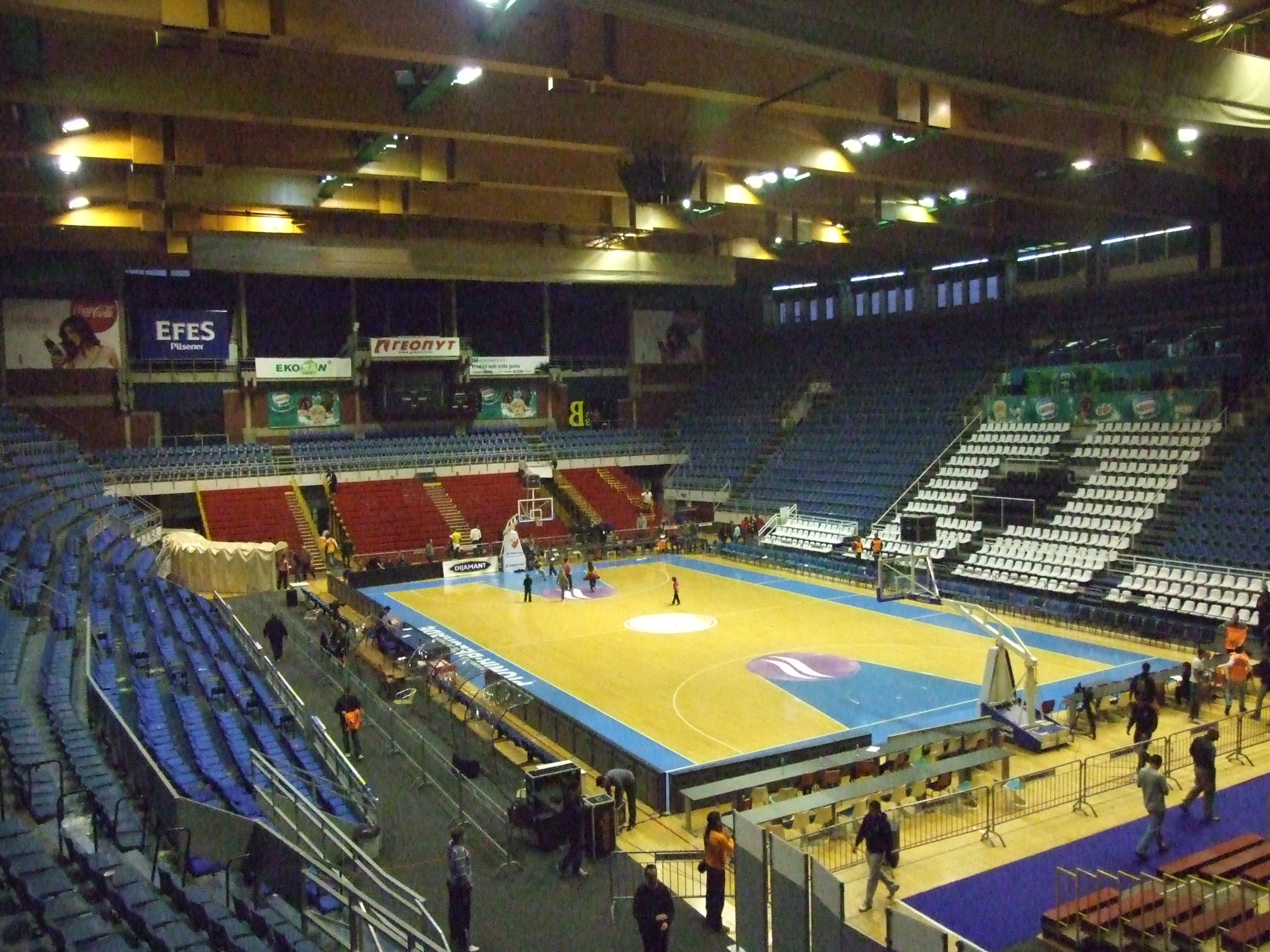
Aleksandar-Nikolić-Halle

Die Spiele wurden in der Aleksandar-Nikolić-Halle in Belgrad ausgetragen.

### Vorrunde

#### Gruppe A
| Rang | Nation                  | Sp | S | N | Körbe   | Punkte |
| ---- | ----------------------- | -- | - | - | ------- | ------ |
| 1    | Serbien                 | 2  | 2 | 0 | 177:152 | 4      |
| 2    | Dominikanische Republik | 2  | 1 | 1 | 170:161 | 3      |
| 3    | Philippinen             | 2  | 0 | 2 | 143:177 | 2      |

#### Gruppe B
| Rang | Nation      | Sp | S | N | Körbe  | Punkte |
| ---- | ----------- | -- | - | - | ------ | ------ |
| 1    | Italien     | 2  | 2 | 0 | 110:83 | 4      |
| 2    | Puerto Rico | 2  | 1 | 1 | 103:90 | 3      |
| 3    | Senegal *   | 2  | 0 | 2 | 0:40   | 0      |

### Finalrunde
|  | Halbfinale              | Halbfinale   |         |         | Finale       | Finale       |
|  |                         |              |         |         |              |              |
|  | 3. Juli 2021            |              |         |         |              |              |
|  | Serbien                 | 102          |         |         |              |              |
|  | Puerto Rico             | 84           |         |         | 4. Juli 2021 | 4. Juli 2021 |
|  |                         |              | Serbien | 95      |              |              |
|  | 3. Juli 2021            | 3. Juli 2021 |         | Italien | 102          |              |
|  | Italien                 | 79           |         |         |              |              |
|  | Dominikanische Republik | 59           |         |         |              |              |
|  |                         |              |         |         |              |              |

### Abschlussplatzierungen
| Rang | Nation                  | Anmerkung                               |
| ---- | ----------------------- | --------------------------------------- |
| 1    | Italien                 | Qualifiziert für die Olympischen Spiele |
| 2    | Serbien                 |                                         |
| 3    | Puerto Rico             |                                         |
| 4    | Dominikanische Republik |                                         |
| 5    | Philippinen             |                                         |
| 6    | Senegal                 | nicht angetreten                        |